# 國聯影業
國聯影業有限公司（Grand Motion Pictures Co., Ltd.）是李翰祥在1963年仿照好萊塢片場在台灣所設立的電影公司，想與當時香港的邵氏兄弟及國際電影懋業（電懋）抗衡。

## 歷史
1963年，邵氏兄弟完成了電懋長期無法完成的電影《梁山伯與祝英台》，電懋憤而決定挖角李翰祥及該片女主角樂蒂。李翰祥在電懋老闆陸運濤支持下，在台灣創立國聯影業。李翰祥自香港帶來兩位年輕演員江青、汪玲，另外開設「國聯訓練班」簽下中華民國空軍大鵬國劇隊幼年班（簡稱「小大鵬」）女小生鈕方雨、福州戲知名坤角李登惠、及滿映女星張鳳琴的女兒甄珍，共稱「國聯五鳳」。

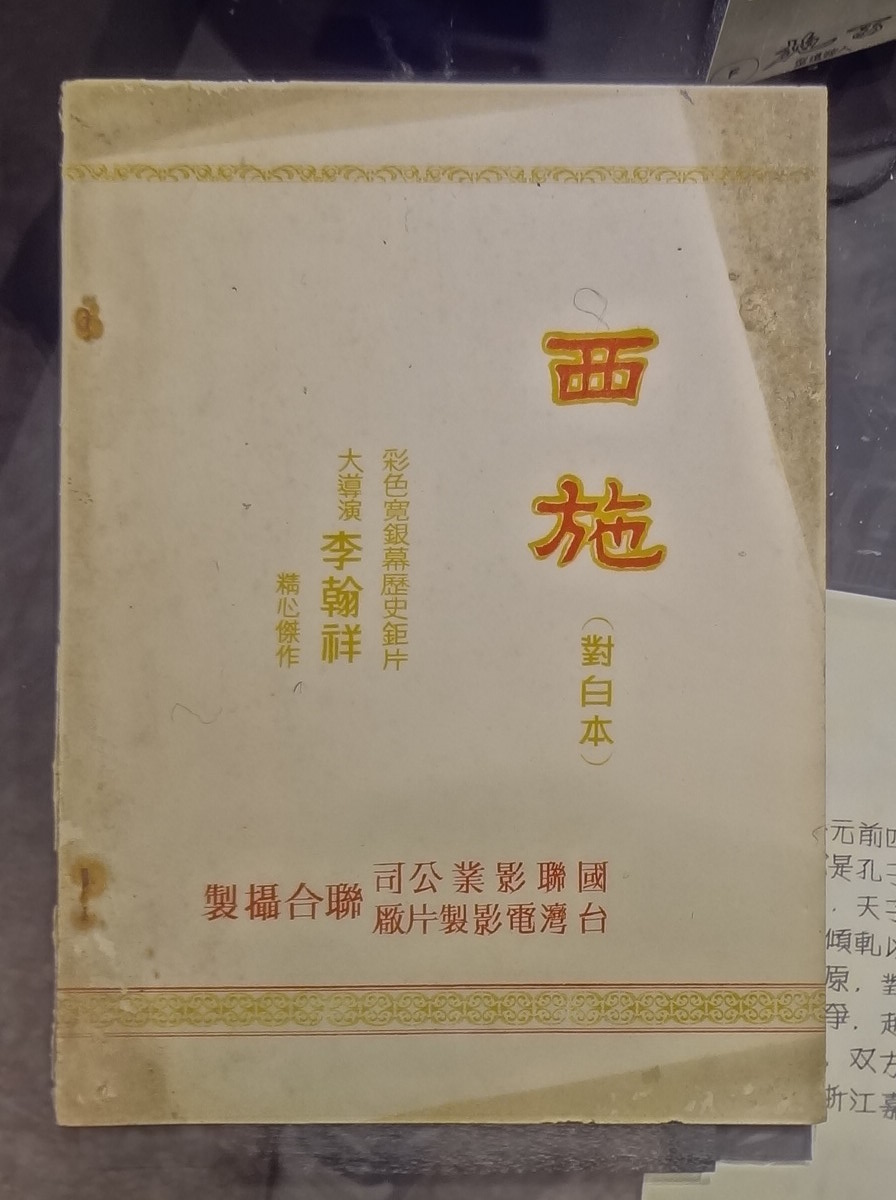
《西施》劇本

1964年，臺灣省電影製片廠與國聯影業合作耗資新臺幣2300餘萬元拍攝彩色寬銀幕古裝劇情片《西施》，分為上下兩集，片長20000呎，規格為35釐米、國語發音，票房創下空前紀錄；但由於該片投資太大，無法回收成本。
1966年6月，國聯影業官方雜誌《電影沙龍雙月刊》創刊，陳來奇擔任發行人兼社長。1966年3月11日，國聯影業與新人徐佩簽約，使國聯五鳳增為「國聯六鳳」。
《電影沙龍》於1967年4月發行第6期後，遲至1967年7月才發行第7期。1967年11月，《電影沙龍》發行第8期後停刊。1970年，國聯影業歇業。